# 清华大学燃烧能源中心
清华大学燃烧能源中心是清華大學下屬的开放型研究机构，成立於2010年8月1日。主要是研究方向是未来能源的可持续发展和能源动力系统。
美国工程院院士罗忠敬為中心首任主任。燃烧能源中心在煤清洁燃烧、汽车发动机、航空发动机、火灾和环境等研究领域高水平研究基础。